# Incident d'Amakasu

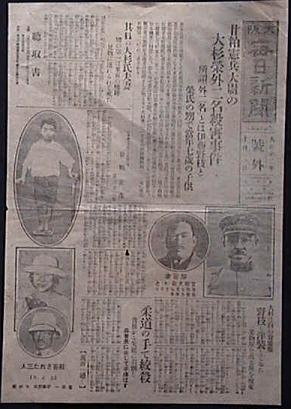
La page du journal Mainichi Shimbun sur la mort de Noe Itō et Sakae Osugi.

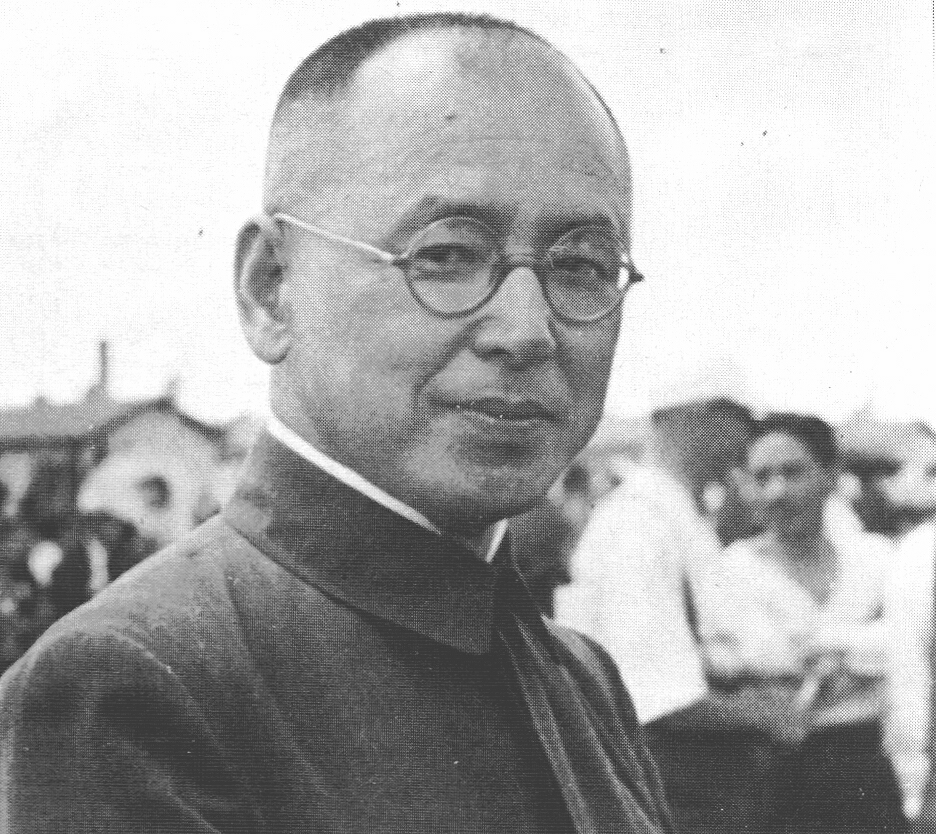
Masahiko Amakasu en 1940

L'incident d'Amakasu (甘粕事件, Amakasu-jiken) est un crime policier qui se déroula le 16 septembre 1923 pendant le chaos qui suivit le séisme de 1923 de Kantō. De peur que des anarchistes profitent du désastre pour renverser le gouvernement, un escadron de la Kempetai (police militaire) menée par le lieutenant Masahiko Amakasu arrêta Sakae Ōsugi, Noe Itō et le neveu de Sakae, Munekazu Tachibana, âgé de six ans. Ils furent battus et étranglés, et leurs corps furent jetés dans un puits.
Le meurtre de ces anarchistes connus, accompagné en plus de celui d'un petit garçon, surprit et mit en colère beaucoup de Japonais. L'auteur du crime, Masahiko Amakasu, fut condamné à dix ans de prison mais il fut libéré au bout de trois ans.
La pierre tombale de Munekazu Tachibana, sur laquelle son père a fait graver, en japonais, « Massacré par des chiens, en même temps que Sakae et Noe Osugi » est conservée au temple Kakuozan Nittaiji à Nagoya.

## Culture populaire
Le film Eros + Massacre de 1969 dépeint cet incident.